# 8927 Ryojiro
8927 Ryojiro este un asteroid din centura principală de asteroizi.

## Descriere
8927 Ryojiro este un asteroid din centura principală de asteroizi. A fost descoperit pe 20 decembrie 1996 la Ōizumi de Takao Kobayashi. El prezintă o orbită caracterizată de o semiaxă mare de 2,41 ua, o excentricitate de 0,17 și o înclinație de 3,5° în raport cu ecliptica.